# سرکار (فیلم ۲۰۱۸)
سرکار (به تامیلی: Sarkar) فیلمی محصول سال ۱۳۹۷ و به کارگردانی ای‌آر موروگادوس است. در این فیلم بازیگرانی همچون ویجای، کرتی سورش، وارالاکسمی ساراتکومار، یوگی بابو، رادا راوی ایفای نقش کرده‌اند.